# Ridvan

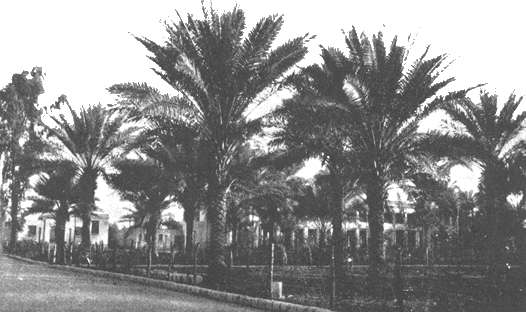
Der ehemalige Garten Ridvan bei Bagdad im Irak

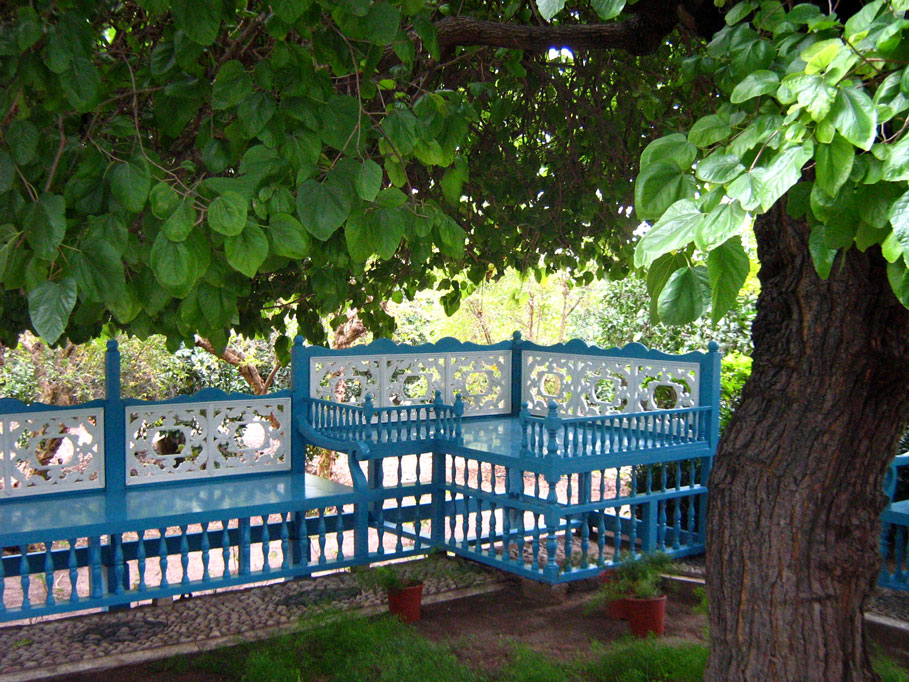
Der heutige Garten Ridvan in Akkon, Israel

Ridvan (arabisch ﺭﺿﻭﺍﻥ, DMG Riḍwān ‚Wohlgefallen [Gottes], (Paradies-)Garten‘, persisch رضوان Rezwan, DMG Reżwān, Bahai-Transkription Riḍván) bezeichnet in der Religion der Bahai ihr wichtigstes religiöses Fest, zwei in ihrer Religionsgeschichte bedeutende Gärten und ist in ihren heiligen Schriften sprachliches Symbol für das Paradies bzw. das Wohlgefallen Gottes.

## Ridvan als Fest
Das „Ridvan-Fest“ ist das bedeutendste religiöse Fest der Bahai. Es erstreckt sich über zwölf Tage (21. April bis 2. Mai). In dieser Zeit wird der erstmaligen Verkündigung des Religionsstifters Bahāʾullāh im Garten Ridvan in Bagdad im Jahre 1863 gedacht.
Besondere Bedeutung kommt dabei den arbeitsfreien Tagen der „Ridvan-Zeit“ zu: dem ersten, neunten und zwölften Ridvan-Tag. Die Feier des ersten Tages wird in der Regel am späten Nachmittag begangen – zu jener Zeit, als Bahāʾullāh im Garten eintraf.
In Orten mit einer organisierten Bahai-Gemeinde wird an diesem Tag auch das aus neun Personen bestehende Gemeindegremium gewählt. Wahlen auf nationaler und internationaler Ebene fallen ebenfalls in diesen Zeitraum.
Bahāʾullāh selbst beschreibt, dass am ersten Tag des historischen Ridvan sich „die göttlichen Eigenschaften über die gesamte Schöpfung ergossen und diese so reingewaschen wurde“. Sein eindringliches Verbot jeglicher Form von religiöser Gewalt geht auf diesen Tag zurück. Er beanspruchte die Gültigkeit seines Offenbarungsanspruchs (verbunden mit dem Hinweis, dass die nächste Manifestation Gottes nicht vor dem Ablauf von 1000 Jahren erscheinen werde).
Bahāʾullāh nahm in mehreren seiner Schriften Bezug auf das Ridvan-Ereignis.

## Ridvan als Ort
Zwei eng mit der Religionsgeschichte des Bahaitums verbundene Gärten wurden von Bahāʾullāh als „Ridvan“ bzw. „Garten Ridvan“ oder „Ridvan-Garten“ bezeichnet.
Der erste ist der Garten Najibiyyih am Ufer des Tigris in Bagdad. Hier verkündete Bahāʾullāh 1863 seinen prophetischen Anspruch erstmals offen, wenn auch einem relativ kleinen Personenkreis. Trotz seiner Bedeutung für die Bahai war der Ort nie im Besitz der Bahai-Gemeinde. Heute befindet sich hier ein Krankenhaus.
Der zweite ist ein Garten nahe dem Namayn bei Akkon. Er gilt ebenfalls als heiliger Ort und ist im Besitz der Bahai-Gemeinde. Er ist Teil des Pilger-Besuchs der heiligen Stätten der Bahai in Haifa und Akkon. Er kann auch touristisch besucht werden und ist Teil des Weltkulturerbes der UNESCO „Heilige Stätten der Bahai in Haifa und Westgaliläa“.

## Ridvan als Symbolik in den heiligen Schriften der Bahai
Bahāʾullāh verwendet „Ridvan“ in seinen Schriften in Verbindung mit mehreren Begriffen: Ridvan der göttlichen Gegenwart, Ridvan des Ewigen, Allherrlichen, Unsichtbaren, Ridvan ewiger Vereinigung, Ridvan göttlicher Weisheit, Ridvan der Unsterblichkeit.